# Gwen Lee
Gwen Lee (12 de noviembre de 1904 - 20 de agosto de 1961) fue una actriz cinematográfica estadounidense.

## Biografía
Nacida en Hastings, Nebraska, su verdadero nombre era Gwendolyn Lepinski. Empezó su carrera como modelo, y fue descubierta por un director de reparto. Gwen fue elegida una de las WAMPAS Baby Stars de 1928.
Gwen firmó un contrato con MGM en agosto de 1925. Casi inmediatamente fue escogida para participar en dos películas, I'll Tell The World y A Little Bit of Broadway, producida por Robert Z. Leonard. Al final de mes actuó con Mae Murray en The Masked Bride, dirigida por Christy Cabanne. En septiembre de 1925 Gwendolyn fue seleccionada por los directivos de Metro-Goldwyn-Mayer para representar al estudio en un concurso de belleza de la Eastern Star Fashion and Home Exposition, el cual tuvo lugar en octubre. Ocasionalmente Gwen actuó brevemente en películas, pero llamó la atención gracias a su elegancia. Una de esas ocasiones fue la interpretación por MGM de la obra de Edmund Goulding Sally, Irene and Mary (1925). Solo aparecía en dos escenas, pero era embelesadora.
La carrera cinematográfica de la actriz continuó casi una década, ya dentro de la era del cine sonoro. Lee interpretó a Marjory en Untamed, (1929), con Joan Crawford y Robert Montgomery. Actuaría nuevamente al año siguiente con Crawford y con Marie Prevost en el drama carcelario Paid. Otro éxito de los años treinta en el que participó fue The Galloping Ghost, con el famoso jugador de fútbol americano Red Grange, en 1931. Ese mismo año Lee apareció en el drama criminal The Lawless Woman, con Vera Reynolds. Rodó un western, Broadway To Cheyenne (1932), con Rex Bell. Sus últimos papeles los hizo en Man-Proof y Paroled From The Big House, ambas en 1938.
Gwen Lee falleció en Reno (Nevada) en 1961.